# Enry's Model
L'Enry's Model è un modello di gestione del business in chiave economico-finanziaria, che tiene in considerazione il cambio di paradigma generale impresso da Internet e dall'informatica in generale ed il suo impatto sui modelli tradizionali di gestione di risorse ed attività aziendali. Tiene conto di influenze di varia natura ed origine, tecnologica, manageriale, sociologica, filosofica, artistica e si basa su assunti derivanti ad esempio dalla freenomics, wikinomics, la teoria della lunga coda, economia liquida, lean startup, economia dell'accesso, dalla blockchain e le sue implicazioni tecnologiche, legali e finanziarie.
È particolarmente adeguato per l'analisi, pianificazione, gestione e monitoraggio del business in fase di startup.
Il modello è stato concepito dall'imprenditore italiano Luigi Valerio Rinaldi a partire dal 2015, anno in cui è stato progressivamente adottato da un numero crescente di società italiane ed estere e dalla comunità di imprenditori, dipendenti, professionisti ed investitori ad esse collegati.
A seguito di tale diffusione, il modello  è diventato oggetto di corsi di alta formazione in ambito universitario, come l'edizione dell'Università La Sapienza.
Il modello è alla base di una più ampia teoria economica, detta "Enry's Theory", che prevede l'analisi del contesto attuale, l'Enry's Model e le sue due applicazioni operative, l'una per il controllo di gestione (Enry's Assessment) e l'altra per la valutazione d'azienda (Enry's Evaluation).
Quest'ultima è basata su un innovativo metodo di valutazione d'azienda, chiamato Enry's Method, un metodo assoluto (quindi non relativo) misto (patrimoniale e finanziario) che permette di considerare aspetti non previsti dagli attuali metodi.
L'Enry's Theory è oggetto di un manuale di economia edito nel 2021 da McGrawHill.

## Descrizione
L'Enry's Model organizza asset e attività aziendali tramite due paradigmi: il Paradigma delle 6C ed il Paradigma del PMF.

### Paradigma delle 6C
Questo paradigma organizza gli asset, ovvero i beni, le risorse aziendali, siano esse tangibili o intangibili, di cui una azienda si deve dotare per la creazione di valore.
Gli asset sono riportati in lingua inglese, perché questo aiuta a ricordarli facilmente, dato che in inglese cominciano tutti per "C" (da qui il nome del paradigma):
- Concept, ovvero l'idea di business, che contiene la filosofia, la vision, la mission, il business model (modello di business), gli obiettivi di breve, medio e lungo termine; il concept, in un'economia liquida deve rispondere ai due requisiti di scalabilità e replicabilità;

- Competence, ovvero le competenze strategiche, tattiche ed operative, attinenti ad ogni funzione aziendale coinvolta nella generazione di valore;

- Capital, ovvero le risorse economico-finanziarie necessarie per l'acquisto di input necessari alla generazione di valore;

- Connection, ovvero i contatti, le relazioni e la capacità di generarne di utili con gli stakeholder (portatori di interesse) nei vari mercati (siano essi del capitale, del lavoro, dei clienti, dei media, etc...);

- Commitment, ovvero il coinvolgimento, la determinazione, la resilienza necessaria per superare la fase di startup ed arrivare nella fase di crescita, nel ciclo di vita aziendale;

Quando sono presenti in maniera virtuosa tutti i suesposti asset, si verifica la Business Creation, ovvero la creazione di valore aggiunto.

### Paradigma delle Activity (PMFC)
Tale paradigma organizza le attività necessarie alla creazione di valore aggiunto.
Per fare ciò riorganizza le funzioni aziendali tradizionali (IT, HR, AFC, Marketing, Sales, Communication, Legals, Acquisti, etc...) secondo 4 business unit:
- Prodotto: in questa unit, rientrano tutte le funzioni e le conseguenti attività necessarie per portare un concept ad un livello di prodotto usabile, pronto per il lancio sul mercato; se il tipo di business è digitale, ovviamente in tale unit rientrerà l'IT, l'R&D, ed il marketing di prodotto; se il business è industriale e manifatturiero, saranno le operations, la produzione, gli acquisti, etc...;

- Mercato: in questa unit rientrano tutte le funzioni aziendali e le conseguenti attività necessarie per portare il prodotto sul mercato dei suoi utenti e clienti; le funzioni coinvolte sono quindi il sales, il marketing, la comunicazione, il customer care ed annessi.

In linea di massima, tali funzioni ed attività vengono ulteriormente riorganizzate nelle seguenti classi: 1to1 activities (basate su un rapporto diretto, 1to1 tra il venditore ed il cliente) e 1toMany activities (in cui il rapporto è "1-a-Molti", ad esempio tramite attività di digital marketing, come il direct email marketing, social media marketing, seo, digital PR, etc...)
- Fundraising: in questa unit rientrano le funzioni e le attività legate alla raccolta di capitali da fonti finanziarie esterne all'azienda.

Tali attività vengono organizzate nei 3 seguenti canali:
- PE (private equity investors), ovvero investitori privati come business angels, family office, venture capital, corporate venture capital e simili.

- PF (public funds), ovvero finanza pubblica;

- CF/ICO, ovvero crowdfunding, nelle sue varie tipologie (landing, reward, donation, equity e le più moderne ICO e simili).

La quarta unit riguarda le attività e funzioni Corporate, ovvero: amministrazione, finanza, controllo, hr, organizzazione, affari legali, gestione della supply chain e tutto quanto supporti le altre 3 unit.